# Crassispira epicasta
Crassispira epicasta é uma espécie de gastrópode do gênero Crassispira, pertencente à família Pseudomelatomidae.